# GP Ouest France-Plouay 2010 (mannen)
De GP Ouest France-Plouay 2010 werd verreden op zondag 22 augustus. De 74ste editie van de wedstrijd was 248 km lang en werd verreden op het Circuit Jean-Yves Perron. Winnaar werd de Australiër Matthew Goss, die in de massasprint Tyler Farrar en Yoann Offredo te snel af was.

## Uitslag
| GP Ouest France-Plouay 2010 |                     |                         |          |
| Plaats                      | Naam                | Ploeg                   | Tijd     |
| Winnaar                     | Matthew Goss        | Team HTC-Columbia       | 6u37'53" |
| 2                           | Tyler Farrar        | Team Garmin-Transitions | z.t.     |
| 3                           | Yoann Offredo       | Française des Jeux      | z.t.     |
| 4                           | Leonardo Duque      | Cofidis                 | z.t.     |
| 5                           | José Joaquín Rojas  | Caisse d'Epargne        | z.t.     |
| 6                           | Mauro Santambrogio  | BMC Racing Team         | z.t.     |
| 7                           | Peter Sagan         | Liquigas-Doimo          | z.t.     |
| 8                           | Francesco Gavazzi   | Lampre-Farnese Vini     | z.t.     |
| 9                           | Marco Marcato       | Vacansoleil             | z.t.     |
| 10                          | Romain Feillu       | Vacansoleil             | z.t.     |
|                             |                     |                         |          |
| 17                          | Roy Sentjens        | Team Milram             | z.t.     |
| 29                          | Sebastian Langeveld | Rabobank                | z.t.     |

Bretagne Classic: 1931 · 1932 · 1933 · 1934 · 1935 · 1936 · 1937 · 1938 · 1939 - 1944 · 1945 · 1946 · 1947 · 1948 · 1949 · 1950 · 1951 · 1952 · 1953 · 1954 · 1955 · 1956 · 1957 · 1958 · 1959 · 1960 · 1961 · 1962 · 1963 · 1964 · 1965 · 1966 · 1967 · 1968 · 1969 · 1970 · 1971 · 1972 · 1973 · 1974 · 1975 · 1976 · 1977 · 1978 · 1979 · 1980 · 1981 · 1982 · 1983 · 1984 · 1985 · 1986 · 1987 · 1988 · 1989 · 1990 · 1991 · 1992 · 1993 · 1994 · 1995 · 1996 · 1997 · 1998 · 1999 · 2000 · 2001 · 2002 · 2003 · 2004 · 2005 · 2006 · 2007 · 2008 · 2009 · 2010 · 2011 · 2012 · 2013 · 2014 · 2015 · 2016 · 2017 · 2018 · 2019 · 2020 · 2021 · 2022 · 2023 · 2024
Classic Lorient Agglomération: 1999 · 2000 · 2001 · 2002 · 2003 · 2004 · 2005 · 2006 · 2007 · 2008 · 2009 · 2010 · 2011 · 2012 · 2013 · 2014 · 2015 · 2016 · 2017 · 2018 · 2019 · 2020 · 2021 · 2022 · 2023 · 2024
 Tour Down Under · 
 Ronde van Catalonië · 
 Gent-Wevelgem · 
 Ronde van Vlaanderen · 
 Ronde van het Baskenland · 
 Amstel Gold Race · 
 Ronde van Romandië · 
 Dauphiné · 
 Ronde van Zwitserland · 
 Clásica San Sebastián · 
 Ronde van Polen · 
 Vattenfall Cyclassics · 
 GP Ouest France-Plouay · 
  Eneco Tour · 
 Grote Prijs van Quebec · 
 Grote Prijs van Montreal